# Смрт је непровјерена гласина
Смрт је непровјерена гласина је аутобиографија филмског редитеља Емира Кустурице, објављена октобра 2010. на Београдском сајму књига. О књизи су тада говорили Неле Карајлић, Душан Ковачевић, Вук Јеремић и Војислав Коштуница. Прво издање штампано је у 20.000 примјерака и дистрибуирано је у Србији, Републици Српској и Црној Гори. Друго издање је штампано у 32.000, треће у 40.000, а четврто у 10.000 примјерака. У књизи која је писана петанест година се описују сјећања од периода поласка у основну школу до добијања друге Златне палме 1995. године за филм Подземље.
Преведена је на италијански (Dove sono in questa storia), француски (Où suis-je dans cette histoire ?) и немачки језик (Der Tod ist ein unbestätigtes Gerücht).